# Віоріка Сусану
Віоріка Сусану  (рум. Viorica Susanu, 29 жовтня 1975) — румунська веслувальниця, олімпійська чемпіонка.

## Виступи на Олімпіадах
| Олімпіада    | Дисципліна                      | Місце |
| ------------ | ------------------------------- | ----- |
| Атланта 1996 | четвірка парна                  | 10    |
| Сідней 2000  | вісімка розстібна зі стерновим  | 1     |
| Афіни 2004   | двійка розстібна без стернового | 1     |
| Афіни 2004   | вісімка розстібна зі стерновим  | 1     |
| Пекін 2008   | двійка розстібна без стернового | 1     |
| Пекін 2008   | вісімка розстібна зі стерновим  | 3     |